# النهر الأخضر (مصر)
حديقة النهر الأخضر (بالإنجليزية: Green River Park)‏ هي سلسلة شبيهة بالنهر من المتنزهات الحضرية الواقعة في العاصمة الإدارية الجديدة. عند الانتهاء بالكامل، سوف تمتد لأكثر من 35 كيلو متر، وتغطي مساحة إجمالية قدرها 6200 فدان، مما يجعلها ستة أضعاف حجم سنترال بارك في مدينة نيويورك.
أكد رئيس الوزراء المصري مصطفى مدبولي أن جميع الأحياء العشرين بالعاصمة الجديدة سيتم ربطها بالنهر الأخضر الذي يحاكي مجرى نهر النيل في وسط القاهرة.

## الميزات
- سيكون النهر الأخضر مفتوح للزيارات مجانا للمقيمين في العاصمة الأدارية، القاهرة الجديدة والقاهرة.
- ترتبط جميع الجامعات والمدن في العاصمة الجديدة بالنهر الأخضر.
- تحتوي جميع أحياء العاصمة الجديدة على حدائق خضراء يستطيع السكان من خلالها الوصول إلى الحديقة الرئيسية سيرًا على الأقدام.[6]
- ستسمح شبكة متكاملة من مسارات المشاة والدراجات للأشخاص من جميع الأماكن بالاستمتاع بالمتنزهات.[7]

## معرض الصور

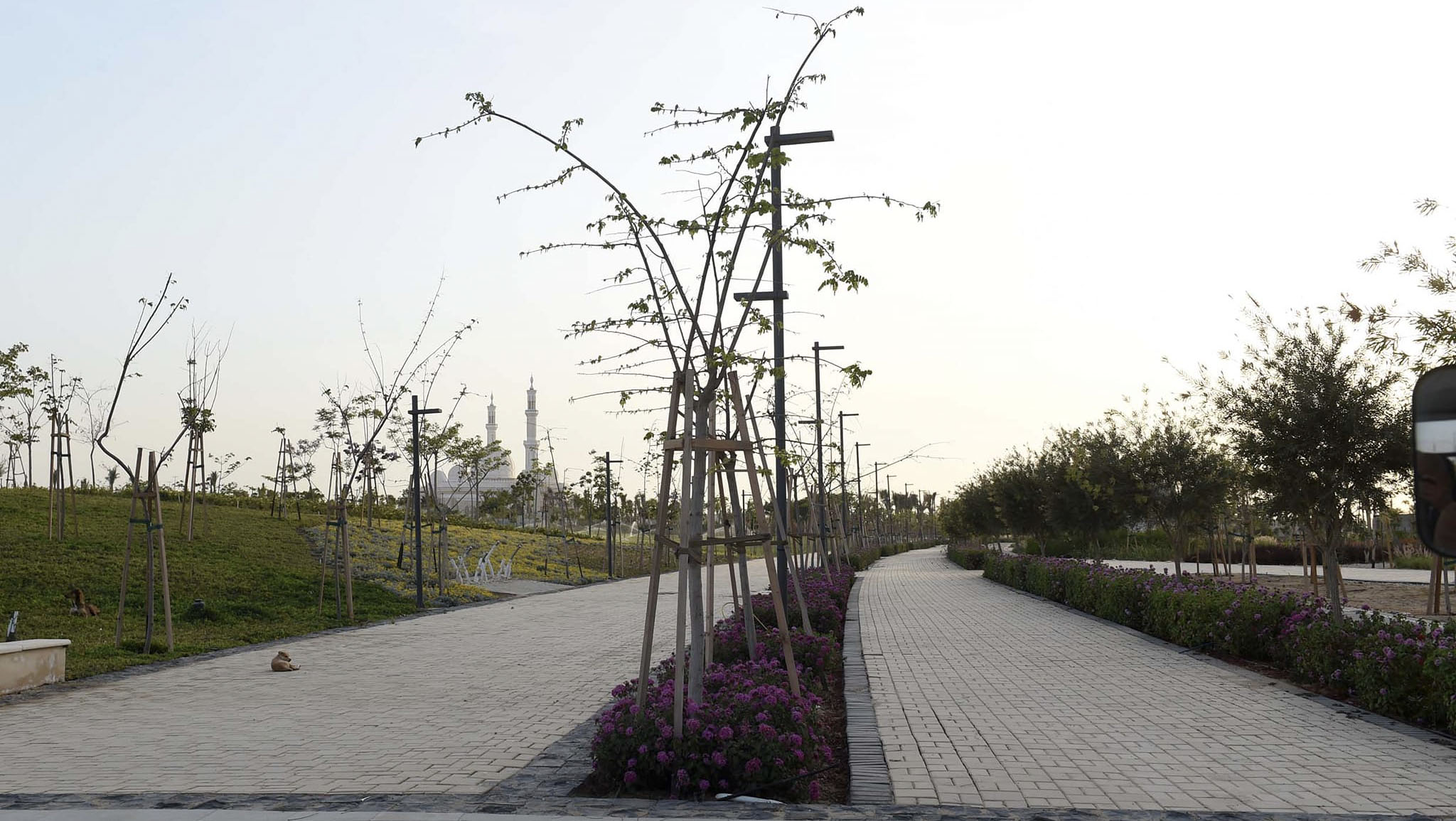
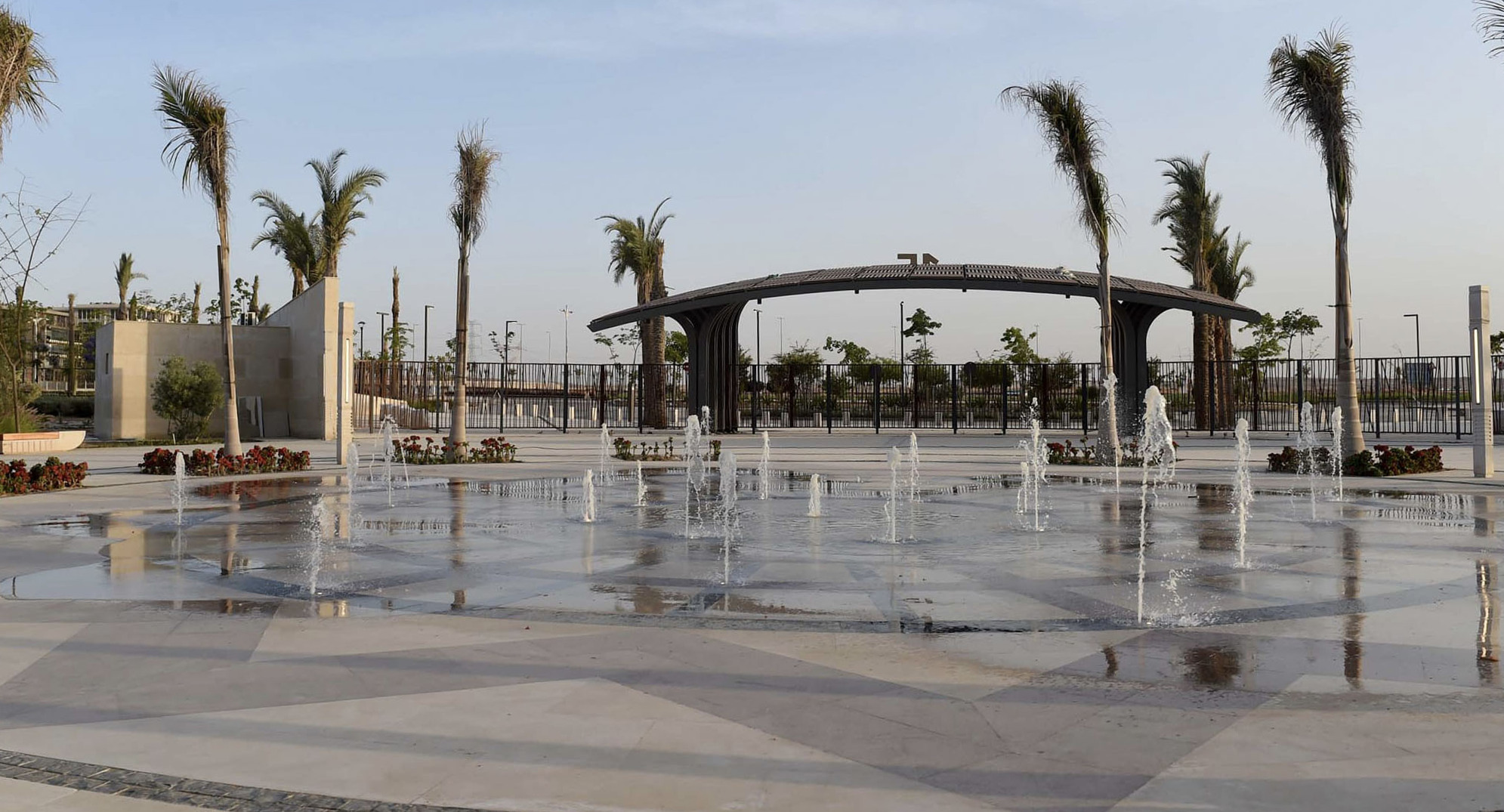
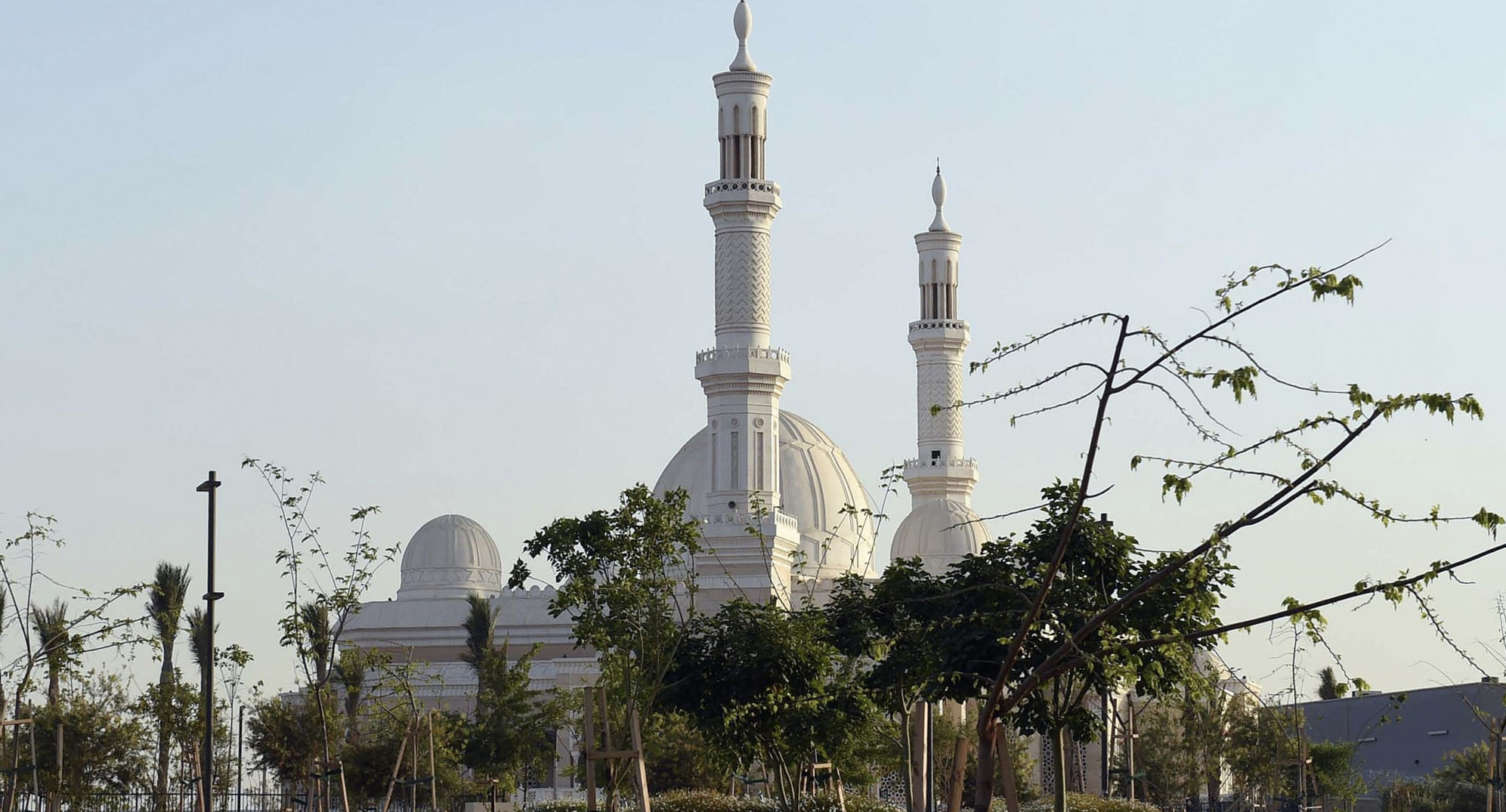

## الحدائق
يتكون النهر الأخضر من 7 حدائق.
1. الحديقة الدولية
2. حديقة رياضية
3. حديقة النباتات
4. حديقة تاريخية
5. حديقة العلوم
6. حديقة الصحة والسكان
7. مجمع الأعمال والتمويل